# Matea Parlov Koštro
Matea Parlov Koštro (2 de junio de 1992) es una deportista croata que compite en atletismo. Ganó una medalla de plata en el Campeonato Europeo de Atletismo de 2022, en la prueba de maratón.

## Palmarés internacional
| Campeonato Europeo | Campeonato Europeo | Campeonato Europeo | Campeonato Europeo |
| Año                | Lugar              | Medalla            | Prueba             |
| ------------------ | ------------------ | ------------------ | ------------------ |
| 2022               | Múnich (Alemania)  | Medalla de plata   | Maratón            |